# Women's Flat Track Derby Association Division 1
La Women's Flat Track Derby Association Division 1 (WFTDA Division 1) è il massimo livello di gioco nel roller derby femminile a pista piana.

## Organizzazione
La division consiste delle 40 leghe membro della Women's Flat Track Derby Association col ranking più elevato; i ranking sono fissati all'inizio di ogni anno, in base alla performance ottenuta nell'anno precedente.
Storicamente, la WFTDA operava su quattro regioni: East, North Central, South Central e West. All'inizio del 2013, queste furono ridivise in tre division, ognuna operativa a livello mondiale. Tuttavia, prevedendo una continua crescita del numero di membri, la WFTDA stabilì che i futuri sviluppi avrebbero probabilmente incluso nuove strutture regionali accanto al sistema divisionale.
I teams in Division 1 gareggiano in bout durante l'anno, al fine di qualificarsi per uno dei quattro Playoff di Division 1.

### Leghe membro
L'elenco delle leghe di Division 1 per il 2014 fu annunciato il 9 dicembre 2013, in base al ranking globale al 30 novembre 2013. Le leghe di Division 1 provengono in prevalenza dagli Stati Uniti, ma anche da Australia, Canada e Regno Unito.
| Lega                           | Città            | Stato       | Ingresso nella division | Precedente division |
| ------------------------------ | ---------------- | ----------- | ----------------------- | ------------------- |
| Angel City Derby Girls         | Los Angeles      | Stati Uniti | 1º gennaio 2013         |                     |
| Arch Rival Rollergirls         | Saint Louis      | Stati Uniti | 1º gennaio 2013         |                     |
| Atlanta Rollergirls            | Atlanta          | Stati Uniti | 1º gennaio 2013         |                     |
| B.ay A.rea D.erby Girls        | Oakland (CA)     | Stati Uniti | 1º gennaio 2013         |                     |
| Bleeding Heartland Rollergirls | Bloomington (IN) | Stati Uniti | 9 dicembre 2013         | Division 2          |
| Boston Derby Dames             | Boston           | Stati Uniti | 1º gennaio 2013         |                     |
| Charm City Roller Girls        | Baltimora        | Stati Uniti | 1º gennaio 2013         |                     |
| Cincinnati Rollergirls         | Cincinnati       | Stati Uniti | 1º gennaio 2013         |                     |
| Denver Roller Dolls            | Denver           | Stati Uniti | 1º gennaio 2013         |                     |
| Detroit Derby Girls            | Detroit          | Stati Uniti | 1º gennaio 2013         |                     |
| Gotham Girls Roller Derby      | New York         | Stati Uniti | 1º gennaio 2013         |                     |
| Houston Roller Derby           | Houston          | Stati Uniti | 1º gennaio 2013         |                     |
| Jacksonville RollerGirls       | Jacksonville     | Stati Uniti | 1º gennaio 2013         |                     |
| Jet City Rollergirls           | Everett (WA)     | Stati Uniti | 9 dicembre 2013         | Division 2          |
| Kansas City Roller Warriors    | Kansas City (MO) | Stati Uniti | 1º gennaio 2013         |                     |
| London Rollergirls             | Londra           | Inghilterra | 1º gennaio 2013         |                     |
| Mad Rollin' Dolls              | Madison          | Stati Uniti | 1º gennaio 2013         |                     |
| Minnesota RollerGirls          | Saint Paul       | Stati Uniti | 1º gennaio 2013         |                     |
| Montréal Roller Derby          | Montréal         | Canada      | 1º gennaio 2013         |                     |
| Naptown Roller Girls           | Indianapolis     | Stati Uniti | 1º gennaio 2013         |                     |
| Nashville Rollergirls          | Nashville        | Stati Uniti | 1º gennaio 2013         |                     |
| New Hampshire Roller Derby     | Nashua (NH)      | Stati Uniti | 9 dicembre 2013         | Division 2          |
| No Coast Derby Girls           | Lincoln (NE)     | Stati Uniti | 1º gennaio 2013         |                     |
| Ohio Roller Girls              | Columbus (OH)    | Stati Uniti | 1º gennaio 2013         |                     |
| Oly Rollers                    | Olympia          | Stati Uniti | 1º gennaio 2013         |                     |
| Oklahoma Victory Dolls         | Oklahoma City    | Stati Uniti | 9 dicembre 2013         | Division 2          |
| Philly Roller Girls            | Filadelfia       | Stati Uniti | 1º gennaio 2013         |                     |
| Rat City Rollergirls           | Seattle          | Stati Uniti | 1º gennaio 2013         |                     |
| Rocky Mountain Rollergirls     | Denver           | Stati Uniti | 1º gennaio 2013         |                     |
| Rose City Rollers              | Portland         | Stati Uniti | 1º gennaio 2013         |                     |
| Sacred City Derby Girls        | Sacramento       | Stati Uniti | 1º gennaio 2013         |                     |
| Santa Cruz Derby Girls         | Santa Cruz       | Stati Uniti | 9 dicembre 2013         | Division 2          |
| Steel City Roller Derby        | Pittsburgh       | Stati Uniti | 1º gennaio 2013         |                     |
| Tampa Bay Derby Darlins        | Tampa Bay        | Stati Uniti | 1º gennaio 2013         |                     |
| Texas Rollergirls              | Austin           | Stati Uniti | 1º gennaio 2013         |                     |
| Terminal City Rollergirls      | Vancouver        | Canada      | 9 dicembre 2013         | Division 2          |
| Toronto Roller Derby           | Toronto          | Canada      | 9 dicembre 2013         | Division 2          |
| Victorian Roller Derby League  | Melbourne        | Australia   | 9 dicembre 2013         | Division 2          |
| Wasatch Roller Derby           | Salt Lake City   | Stati Uniti | 1º gennaio 2013         |                     |
| Windy City Rollers             | Chicago          | Stati Uniti | 1º gennaio 2013         |                     |

### Ex membri
Otto team originariamente membri della Division 1 sono scesi in Division 2 alla fine della stagione 2013.
| Lega                        | Città          | Stato       | Ingresso nella division | Uscita dalla division | Destinazione |
| --------------------------- | -------------- | ----------- | ----------------------- | --------------------- | ------------ |
| Arizona Roller Derby        | Phoenix (AZ)   | Stati Uniti | 1º gennaio 2013         | 9 dicembre 2013       | Division 2   |
| Brewcity Bruisers           | Milwaukee      | Stati Uniti | 1º gennaio 2013         | 9 dicembre 2013       | Division 2   |
| Carolina Rollergirls        | Raleigh        | Stati Uniti | 1º gennaio 2013         | 9 dicembre 2013       | Division 2   |
| Chicago Outfit Roller Derby | Chicago        | Stati Uniti | 1º gennaio 2013         | 9 dicembre 2013       | Division 2   |
| DC Rollergirls              | Washington     | Stati Uniti | 1º gennaio 2013         | 9 dicembre 2013       | Division 2   |
| Dutchland Rollers           | Lancaster (PA) | Stati Uniti | 1º gennaio 2013         | 9 dicembre 2013       | Division 2   |
| Omaha Rollergirls           | Omaha          | Stati Uniti | 1º gennaio 2013         | 9 dicembre 2013       | Division 2   |
| Tallahassee Rollergirls     | Tallahassee    | Stati Uniti | 1º gennaio 2013         | 9 dicembre 2013       | Division 2   |

## Playoff di Division 1
I team nella Division 1 gareggiano in bout durante l'anno, al fine di qualificarsi per uno dei quattro playoff di Division 1. Ogni Playoff include dieci teams. Tuttavia, i team di Division 1 non hanno un posto garantito ai playoff, dal momento che i team nelle division più basse possono qualificarsi raggiungendo uno dei primo 40 posti ella classifica WFTDA. In più, i team che non giocano un numero minimo di bout ufficiali non hanno il permesso di competere ai Playoff, con i team di Division 1 che devono giocare almeno 4 bouts riconosciuti da WFTDA tra la fine del campionato precedente e il 30 giugno dell'anno in corso (almeno 3 contro altri team di Division 1).

### Playoff 2013
I quattro tornei dei playoff 2013 sono stati giocati tutti negli Stati Uniti. I tre team meglio classificati di ogni playoff si sono qualificati per il WFTDA Championship, e le London Rollergirls sono state il primo team non statunitense a ottenere questo risultato. Le Oly Rollers, che al 30 giugno 2013 erano terze assolute, hanno deciso di non competere nel numero minimo di bout ufficiali, ben sapendo che in questo modo avrebbero perso il diritto a disputare i playoff. Oly rimane un membro della WFTDA e si potrà qualificare per i playoff 2014 se rispetterà i requisiti.
| Luogo      | Data                 | Campioni                  | Secondi                    | Terzi                  |
| ---------- | -------------------- | ------------------------- | -------------------------- | ---------------------- |
| Fort Wayne | 6-8 September 2013   | Denver Roller Dolls       | Ohio Rollergirls           | London Rollergirls     |
| Richmond   | 13-15 September 2013 | Texas Rollergirls         | Philly Roller Girls        | Angel City Derby Girls |
| Asheville  | 20-22 September 2013 | Gotham Girls Roller Derby | Rocky Mountain Rollergirls | Windy City Rollers     |
| Salem      | 27-29 September 2013 | B.ay A.rea D.erby Girls   | Atlanta Rollergirls        | Rat City Rollergirls   |